# Felixstowe & Walton United FC
Felixstowe & Walton United FC (celým názvem: Felixstowe & Walton United Football Club) je anglický fotbalový klub, který sídlí ve městě Felixstowe v nemetropolitním hrabství Suffolk. Založen byl v roce 2000 po fúzi klubů Felixstowe Port & Town a Walton United. Od sezóny 2018/19 hraje v Isthmian League North Division (8. nejvyšší soutěž). Klubové barvy jsou červená a bílá.
Své domácí zápasy odehrává na stadionu Dellwood Avenue s kapacitou 2 000 diváků.

## Úspěchy v domácích pohárech
Zdroj:
- FA Cup
  - 3. předkolo: 2016/17
- FA Vase
  - 2. kolo: 2011/12, 2016/17

## Umístění v jednotlivých sezonách
Stručný přehled
Zdroj:
- 2000–2002: Eastern Counties League (Premier Division)
- 2002–2006: Eastern Counties League (Division One)
- 2006–2018: Eastern Counties League (Premier Division)
- 2018– : Isthmian League (North Division)

Jednotlivé ročníky
Zdroj:
Legenda: Z – zápasy, V – výhry, R – remízy, P – porážky, VG – vstřelené góly, OG – obdržené góly, +/- – rozdíl skóre, B – body, červené podbarvení – sestup, zelené podbarvení – postup, fialové podbarvení – reorganizace, změna skupiny či soutěže
| Sezóny  | Liga                                       | Úroveň | Z  | V  | R  | P  | VG  | OG | +/- | B   | Pozice |
| ------- | ------------------------------------------ | ------ | -- | -- | -- | -- | --- | -- | --- | --- | ------ |
| 2009/10 | Eastern Counties League (Premier Division) | 9      | 38 | 18 | 10 | 10 | 55  | 51 | +4  | 64  | 7.     |
| 2010/11 | Eastern Counties League (Premier Division) | 9      | 42 | 11 | 11 | 20 | 55  | 84 | -29 | 44  | 18.    |
| 2011/12 | Eastern Counties League (Premier Division) | 9      | 40 | 12 | 8  | 20 | 64  | 67 | -3  | 44  | 18.    |
| 2012/13 | Eastern Counties League (Premier Division) | 9      | 38 | 13 | 6  | 19 | 54  | 69 | -15 | 45  | 14.    |
| 2013/14 | Eastern Counties League (Premier Division) | 9      | 38 | 24 | 9  | 5  | 85  | 45 | +40 | 81  | 3.     |
| 2014/15 | Eastern Counties League (Premier Division) | 9      | 38 | 19 | 10 | 9  | 71  | 50 | +21 | 67  | 5.     |
| 2015/16 | Eastern Counties League (Premier Division) | 9      | 38 | 25 | 7  | 6  | 73  | 26 | +47 | 82  | 4.     |
| 2016/17 | Eastern Counties League (Premier Division) | 9      | 40 | 29 | 3  | 8  | 94  | 31 | +63 | 90  | 2.     |
| 2017/18 | Eastern Counties League (Premier Division) | 9      | 46 | 35 | 4  | 7  | 129 | 41 | +88 | 109 | 2.     |
| 2018/19 | Isthmian League (North Division)           | 8      | 38 |    |    |    |     |    |     |     |        |